# Raja Ram

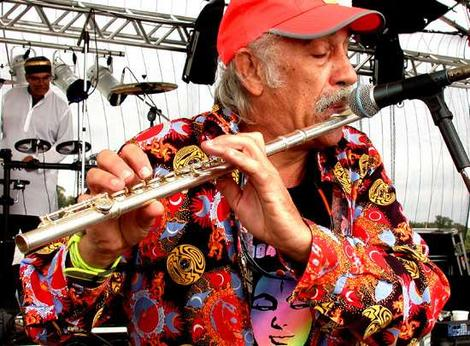
Raja Ram

Raja Ram (geboren als Ronald Rothfield, 18 december 1940) is een Australisch muzikant. Raja Ram is de eigenaar van het platenlabel Tip World waar muziekgroepen als Astral Projection deel van uitmaken. Hij was een medestichter van de psychedelische rock band Quintessence en was actief van 1969 tot 1972. Later vond hij zijn succes in de psychedelische trance scene, hij reist nog steeds de wereld rond als headliner op grote evenementen in de psychedelische goa (muziekstijl) scene.

## Privé
Hij is getrouwd en heeft een dochter.

## Carrière
In 1962 startte hij zijn opleiding  aan het conservatorium van Melbourne om klassieke fluit te studeren. Hij nam deze beslissing toen hij langs een winkel liep, het geluid van een fluit hoorde en dit zijn leven veranderde. In 1965 ging hij naar New York om Jazz te studeren met de grote Jazz meester Lennie Tristano. Dit leidde tot zijn carrière als psychedelische muzikant.
Hij speelde fluit in de rockband Quintessence van 1969 tot 1972. Zij waren het voorprogramma van grote namen als Pink Floyd en Led Zeppelin. 

In 1973 onderbrak hij zijn muziekcarrière om bij zijn dochter te zijn. Hij deed verschillende jobs waaronder: envelopverkoper. In 1979 startte hij weer met zijn muziekcarrière. Hij besloot meerdere synthesizers aan te kopen en te leren hoe deze werken, toen ontdekte hij de kracht van elektronische muziek.
Hij was een van de eersten die invloed had op wat we vandaag noemen psychedelische trancemuziek. Raja Ram vormde The Infinity Project (TIP World) in 1994 met Graham Wood en Ian St. Paul. Hun eerste track werd gevierd door meerdere “TIP parties” te organiseren. Richard Bloor sloot zich aan bij het label, en samen werd TIP een van de best gekende goa trance labels. Hij startte ook samen met Simon Posford een project genaamd Shpongle in 1996. Via een samenwerking met een groep van goa muzikanten maakte hij twee ambient-albums zoals The Mystery Of The Yeti. Hij is de oprichter van 1200 micrograms samen met Rikitam, Bansi en Chicago.
Hij speelt fluit in zijn tracks, en speelde als gast fluitist bij grote namen zoals: Youth, Boy George en Sly & Robbie. Hij heeft ook een samenwerking met The Zap! En Cyberbabas met Benji Vaughan.

## Projecten
- Shpongle is een psybient muziekproject in samenwerking met de artiest Hallucinogen.
- 1200 Micrograms is een full en psychedelische trance muziekproject in samenwerking met de artiesten Riktam en Bansi van GMS, Raja Ram en Chicago.
- The Infinity Project

## Discografie

### Raja Ram
Dj sets
- Spaceships Of The Imagination (2000)
- Raja Ram’s Stash Bag (2002)
- Raja Ram's Stash Bag Volume 2 (2003)
- Raja Ram’s Stash Bag Vol. 3 – Smokers Jokers And Midnight Tokers (2004)
- Raja Ram’s Stash Bag Volume 4 (2006)
- Most Wanted Presents: Raja Ram The Godfather (2005)
- The Anthology (2007)

The Quintessence
- In Blissful Company (1969)
- Quitessense (1970)
- Dive deep (1971)
- Self (1972)
- Indweller (1972)

Albums
- Mystival Experiences (1995)
- Feeling Weird (1995)
- The Mystery Of The Yeti / Infinity Project with Total Eclipse, Hullucinogen (1995)
- The Mystery Of The Yeti 2 / Infinity Project with Total Eclipse, Hullucinogen (1999)
- The Mystery Of The Yeti / Mystival Experiences (2004)

Singles
- Hyperactive (1991)
- The Infinity Project (1991)
- The Law (1991)
- Tribadelic Meltdown (1992)
- Riddle Of The Infinite / Freedom Of The Flesh (1993)
- Time And Space (1993)
- Stimuli / Uforica (1994)
- Psychotools (1995)
- Alien Airport (1995)
- Stimuli (1995)
- Overmind / Incandescence (1997)

### Shpongle
Albums
- Are You Shpongled? (1998)
- Tales Of The Inexpressible (2001)
- Remixed (2003)
- Nothing Lasts.. But Nothing Is Lost (2005)
- Ineffabe Mysteries From Shpongleland (2009)
- Museum of Consciousness (2013)
- Codex VI (2017)

Singles
- Divine Moments Of Truth (2000)
- GMS & 1300 Mics / Shpongle – The Crystal Skulls (2001)
- Dorset Perception (2004)
- Invisible Man In A fluorescent Suit / Nothing Is Something Worth Doing (2010)
- The God Particle (2011)

### 1200 Micrograms
Albums
- 1200 Micrograms (2002)
- Heroes Of The Imaginiation (2003)
- The Time Machine (2004)
- Live In Brazil (2005)
- 1200 Micrograms Remixes (2006)
- Magic Numbers (2007)
- Gramology (2010)

Singles
- 1200 Micrograms / GMS – 1200 Mics / The Warp (1999)
- GMS & 1300 Mics / Shpongle – The Crystal Skulls (2001)
- The Mescalator (2002)
- 1200 Mics / Melicia – Money For Nothing / Running Out Of Time (1200 Mic’s Remix) (2003)
- LSD (2003)
- 1200 Mics / Talamasca – The Secret Of The Thirteen Crystal Skulls (2003)
- Drugs, Music And Magic / Computers (Hujaboy Remix) (2006)
- Magic Numbers (2007)

### THE ZAP!
- Big Bang (2008)
- Because (2008)

### Cyberbabas
- Like A Pretzel / Cyberbaba / Pretzel Beats

## Citaten
"Time is running out, or time is running in depending on which end of the mirror you're looking at." 